# Pietro Sacchi
Pietro Sacchi (Vicenza, 6 marzo 1892 – 1918) è stato un calciatore italiano, di ruolo attaccante.
Muore durante la prima guerra mondiale.

## Carriera
È uno dei primi calciatori di Vicenza. Gioca nell'Vicenzaa partire dal 1910, rimanendoci per quattro stagioni. È in campo infatti il 20 febbraio 1910 nella partita pareggiata per 1-1 contro il Venezia.
Coi vicentini disputa il campionato italiano 1911-1912 e i campionati Federali 1912-1913 e 1913-1914, nel girone Veneto-Emiliano.